# Rad-Schiene-System

Rad auf der Profilschiene

Das Rad-Schiene-System ist ein Verkehrssystem, bei dem Fahrzeuge mit Rädern auf Gleisen laufen. Dazu gehören klassische Eisen-, U- und Straßenbahnen. Peoplemover werden nicht dazu gerechnet werden, sofern sie nicht auf Schienen fahren.

## Vorläufer
Vorläufer der heutigen Schienensysteme waren Spurrillen in antiken Straßen, die es erleichterten, schwere Fahrzeuge in der Fahrtrichtung zu halten. Derartige Spurbahnen sind unter anderem in Steinbrüchen des alten ägyptischen Reiches und bei den Griechen gefunden worden. Der wohl bei weitem längste antike Rillenweg war der 6–8,5 km lange Schiffkarrenweg Diolkos über den Isthmus von Korinth (Griechenland). Auch die hoch entwickelten römischen Baumeister arbeiteten auf zahlreichen Römerstraßen Rillen aus der gepflasterten Oberfläche heraus.

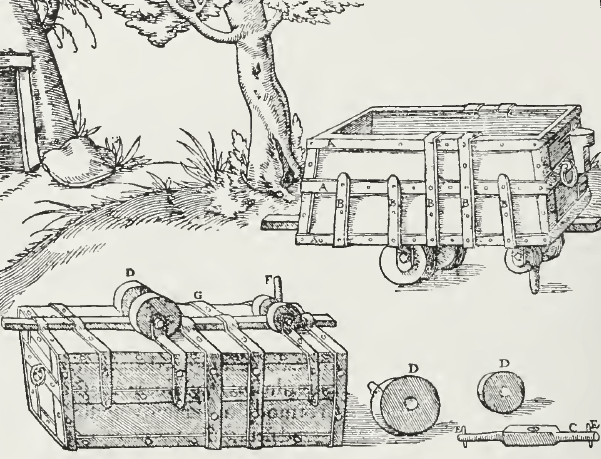
Schienengeführter Hunt, nach einer Darstellung aus dem Jahre 1556 von Georgius Agricola (De re metallica libri XII)

An der Wende des Spätmittelalters zur frühen Neuzeit wurden in Bergwerken hölzerne Gleise gelegt, um darauf schwere Lasten zu verschieben. Georgius Agricola belegt dies in seinem Werk De re metallica von 1556.

## Frühe Entwicklungen bei der Eisenbahn
Im Laufe des 18. Jahrhunderts wurde die Schienentechnik fortentwickelt. So wurden bald die hölzernen Längsbohlen mit flachen Eisenbändern ausgelegt, um den Verschleiß und den Fahrwiderstand zu mindern.
Ab 1770 wurden gusseiserne Eisenschienen auf Steinblöcken verlegt, so erstmals bei der Derby Canal Railway in England.
Der Engländer Ralph Allen erfand in den 1730er-Jahren den einseitigen Spurkranz, der die Wagen sicher auf dem Gleis führt. Nach anderen Angaben wurde der Spurkranz jedoch erst 1789 eingeführt.
Mit Einführung der Spurkranzräder wurden Schienen mit pilzförmigem Querschnitt mit und ohne untere Verstärkung des Steges verwendet.
Die kurzen, gusseisernen Schienen konnten nur ein sehr mangelhaftes, für größere Raddrücke (wie sie die in der Entstehung begriffenen Lokomotiven erforderten) ungeeignetes Gleis bilden. Im Jahr 1820 gelang es John Berkinshaw in Durham, Schienen durch das Walzen zu erzeugen, sie damit also aus ungleich haltbarerem Material und in großen Längen (damals 15 engl. Fuß) herzustellen.

„Die Querschnittform blieb zunächst noch die gleiche Pilzform u. die Unterstützung ebenfalls dieselbe mit gusseisernen Stühlen auf Steinwürfeln. Seltsamerweise glaubte man, auch von der Fischbauchform in Längsrichtung nicht abweichen zu dürfen und walzte mit vieler Mühe die Wellenschiene. So sind diese gewalzten Schienen zuerst auf einem Teil der kleinen Bahn Stocton-Darlington [sic!] (1825) und auf der ersten großen Lokomotivbahn, Liverpool-Manchester (1826–30), verlegt worden.“

Heutige Eisenbahnräder sind üblicherweise aus Stahl und haben Spurkränze, die Schienen sind meist Vignolschienen oder Rillenschienen. Das dynamische Verhalten dieses Systems wird durch den Sinuslauf charakterisiert.